# Municipio de Altamont (Dakota del Sur)
El municipio de Altamont (en inglés: Altamont Township) es un municipio ubicado en el condado de Deuel en el estado estadounidense de Dakota del Sur. En el año 2010 tenía una población de 84 habitantes y una densidad poblacional de 0,81 personas por km².

## Geografía
El municipio de Altamont se encuentra ubicado en las coordenadas 44°49′40″N 96°39′5″O / 44.82778, -96.65139. Según la Oficina del Censo de los Estados Unidos, el municipio tiene una superficie total de 103.13 km², de la cual 94,72 km² corresponden a tierra firme y (8,15 %) 8,4 km² es agua.

## Demografía
Según el censo de 2010, había 84 personas residiendo en el municipio de Altamont. La densidad de población era de 0,81 hab./km². De los 84 habitantes, el municipio de Altamont estaba compuesto por el 97,62 % blancos, el 1,19 % eran afroamericanos y el 1,19 % eran de una mezcla de razas. Del total de la población el 1,19 % eran hispanos o latinos de cualquier raza.